# Académie Suisse
De Académie Suisse was een atelier gesticht in 1815 door Charles Suisse een gewezen model die nog gewerkt had voor Jacques-Louis David. Aankomende schilders die zelf geen model konden bekostigen hadden de mogelijkheid om voor een kleine bijdrage in het atelier te werken naar levend naaktmodel.
De Académie Suisse was geen academie in de gebruikelijke betekenis, een instelling waar de schilderkunst werd onderwezen, maar was wel de plaats waar avant-garde kunstenaars elkaar konden ontmoeten en van gedachte wisselen en hun nieuwe technieken ongedwongen en zonder controle konden uitproberen. Als men stelt dat een schilder aan de Académie Suisse "studeerde" moet men dat dus niet interpreteren als formeel onderwijs of als formele studies,
De contacten tussen schilders zoals  Cézanne, Pissarro, Monet en Guillaumin was wel zonder meer belangrijk voor de ontwikkeling van het impressionisme.
De Académie Suisse was gevestigd aan de hoek van de Quai des Orfèvres en de Boulevard du Palais in Parijs.

## Bekende leerlingen
Hierbij vindt men een aantal schilders die de Académie Suisse bezocht hebben; de lijst is uiteraard niet limitatief.
- Jean-Baptiste Corot (1796-1875)
- Eugène Delacroix (1798-1863)
- Paul Huet (1803–1869)
- Honoré Daumier (1808-1879)
- Gustave Courbet (1819-1877)
- Gustave Jeanneret (1847-1927)
- Ludovic Piette (1826-1877)]
- Camille Pissarro (1830-1903)
- Édouard Manet (1832-1883)
- Carolus-Duran (1837-1917)
- Paul Cézanne (1839-1906)
- Claude Monet (1840-1926)
- Frédéric Bazille 1841-1870)
- Armand Guillaumin (1841-1927)
- Pierre-Auguste Renoir (1841-1919)
- Jacek Malczewski (1854–1929)
- Maximilien Luce (1858–1941)